# 1、2、駐在さんダァ〜!!
『1、2、駐在さんダァ〜!!』（いち、に、ちゅうざいさんダァ〜）は、朝日放送（ABCテレビ）ほかで放送されていたコメディ番組である。製作局の朝日放送では2002年10月6日から2004年3月28日まで、毎週日曜 12:00 - 12:55に『日曜笑劇場』で放送。
まだ若手だった頃の桂三枝（現・六代桂文枝）や林家小染（初代駐在さん）、後には明石家さんま、月亭八方（2代目駐在さん）が出演していた『花の駐在さん』（後に『さんまの駐在さん』に改題）の現代版である（『熱血!人情派コメディ しゃかりき駐在さん』（4代目駐在さん）が放送された時に当番組は3代目駐在さんとカウント）。タイトルはアントニオ猪木の名言「1!2!3!ダァーッ!」をモチーフとしたものである。収録はなんばグランド花月で行われていた。本番組からは「CMの後は、○○」と字幕表記をするようになった。
1995年4月2日放送開始の『なんじゃそら三人組』以来、9年間にわたってこの枠のメインキャストを務めていた石田靖は、本番組がメインキャスト最後の作品となった。後番組の『開運コメディ 今日も大吉!パンパンパン』からは替わって陣内智則がメインを務めた。

## キャスト
- 石田靖 - はなつき村の駐在。
- 山田花子 - 原西堂の店員でめだかの妹。
- 藤本敏史（FUJIWARA） - はなつき村の駐在で石田の先輩。
- 原西孝幸（FUJIWARA） - はなつき村のコンビニ「原西堂」の店長。
- おかゆうた（おかけんた・ゆうた） - はなつき村の寺の和尚。役名は「ゆう念」。
- オール巨人（オール阪神・巨人） - 駅長。
- 小倉優子 - 駅長の娘。
- 池乃めだか - 近くの旅館の従業員で花子の兄。
- なかやまきんに君 - 準レギュラー。ほぼ毎回怪しい男役で登場。

この番組には毎回様々な有名人がゲスト出演していた。劇場版ポケットモンスターの宣伝を兼ねてピカチュウが訪れたこともあるが、これはレギュラーの花子がこの年のポケモン短編映画『おどるポケモンひみつ基地』のナレーターを務めたためである。

## スタッフ
- 構成：大工富明ほか
- 舞台監督：池田美博
- FD （フロアディレクター）：谷口仁則（アイ・ティ・エス）
- 演出：内片輝（ABC）、白川圭介（アイ・ティ・エス）
- プロデューサー：岩城正良（ABC）、新田敦生、北畠秀昭（吉本興業）
- 製作：ABC、吉本興業

## 放送局
- 朝日放送
- 福島放送
- 北陸朝日放送
- 名古屋テレビ（メ〜テレ） - 2003年4月から日曜 12:00 - 12:55に放送。『なんじゃそら三人組』以来の『日曜笑劇場』再ネットであり、この番組から朝日放送と同じ時間帯に放送するようになった。なお、当初は2週遅れだった。
- 鹿児島放送 - 2004年4月から日曜 15:25 - 16:20に放送。この枠自体が変動枠である関係上、14:00 - 14:55に放送されることがあった。また、夏になるとこの枠に高校野球や特別番組などが編成されるため、放送時期が伸びに伸び、話の流れの季節感や時事ネタなどがかなり不自然なものになっていた。
- 群馬テレビ（独立UHF局） - 木曜 23:00 - 23:55に放送。
- スカイ・A - 『ABCアワー』で放送。

| 朝日放送 日曜12:00枠（『日曜笑劇場』）                | 朝日放送 日曜12:00枠（『日曜笑劇場』）                   | 朝日放送 日曜12:00枠（『日曜笑劇場』）                                |
| 前番組                                                | 番組名                                                   | 次番組                                                                |
| ----------------------------------------------------- | -------------------------------------------------------- | --------------------------------------------------------------------- |
| 特ダネ野郎えぇチーム （2002年4月7日 - 2002年9月29日） | 1、2、駐在さんダァ〜!! （2002年10月6日 - 2004年3月28日） | 開運コメディ 今日も大吉!パンパンパン （2004年4月4日 - 2004年9月26日） |